# Colonia Juárez, Ixtapan de la Sal
Colonia Juárez är en ort i Mexiko, tillhörande kommunen Ixtapan de la Sal i delstaten Mexiko. Orten hade 176 invånare vid folkräkningen 2010.